# Ricardo Silva (hoquista)
Ricardo André Bastos da Silva (Matosinhos, 10 de Março de 1983) é um guarda-redes de hóquei em patins português, que atualmente joga no SL Benfica.

## Títulos
SL Benfica
- Liga Europeia de Hóquei em Patins : 2012/2013
- Taça Continental: 2010-11
- Taça CERS: 2010-11
- Campeonato Português: 2011-12
- Taça de Portugal: 2009-10
- Supertaça de Portugal: 2010-11